# Violettbandad knäppare
Violettbandad knäppare (Harminius undulatus) är en skalbaggsart som först beskrevs av De Geer 1774.  Violettbandad knäppare ingår i släktet Harminius, och familjen knäppare. Enligt den svenska rödlistan är arten nära hotad i Sverige. Arten förekommer i Götaland, Svealand, Nedre Norrland och Övre Norrland. Artens livsmiljö är död ved av ett flertal olika trädslag, där den lever under barken..